# Полканов, Александр Иванович
Александр Иванович Полканов (4 [16] августа 1884 или 1884, Салы, Таврическая губерния — 7 августа 1971 или 1971, Симферополь) — советский историк, краевед, искусствовед, организатор музейного дела и общественный деятель. Член РСДРП с дореволюционным стажем. Директор Центрального музея Тавриды (1921—1931, 1941—1944). За работу в музее в годы немецкой оккупации был репрессирован, провёл в лагере пять лет. Реабилитирован в 1956 году. Член Союза художников СССР.

## Биография
Родился 4 (16) августа 1884 года в селе Салы (сейчас — Грушевка) Феодосийского уезда Таврической губернии. Русский по национальности. Отец — православный священник Иоанн (Иван) Александрович Полканов (1849—?), в 1871 году окончил Смоленскую духовную семинарию, являлся настоятелем Знаменской церкви села Салов, а с 1891 по 1899 год служил при Покровской церкви Судака. Мать — Ольга Александровна Полканова (ум. 1931).
Детство провёл в Судаке. Родители жили бедно, поскольку у отца не сложились отношения с начальством, а позднее он был арестован и уволен за антиправительственные проповеди. В 1896 году, благодаря тому, что его отец являлся священником, Александр получил право бесплатно учиться в духовном училище.

### Учёба и ранняя деятельность

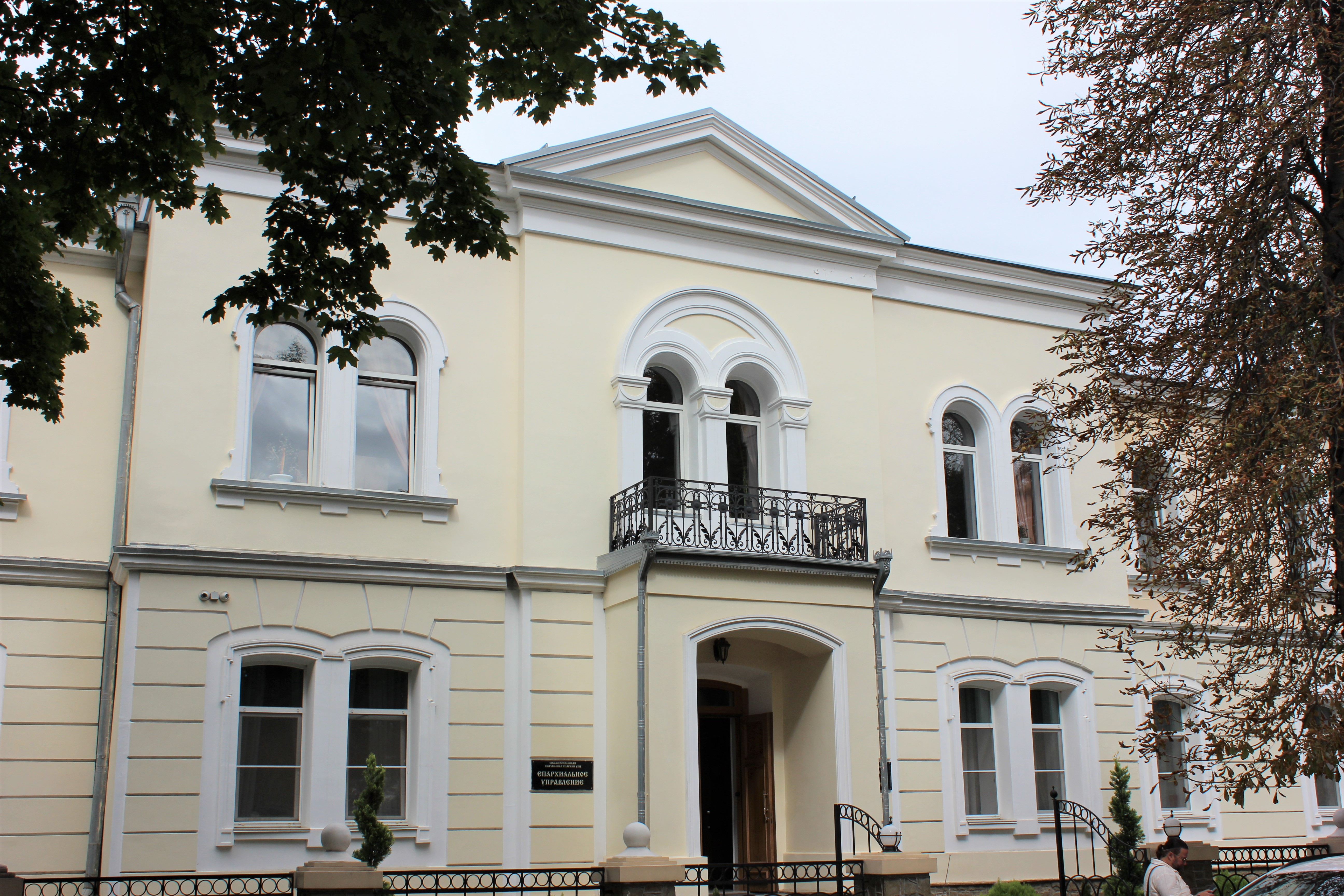
Здание Таврической духовной семинарии, где учился Полканов

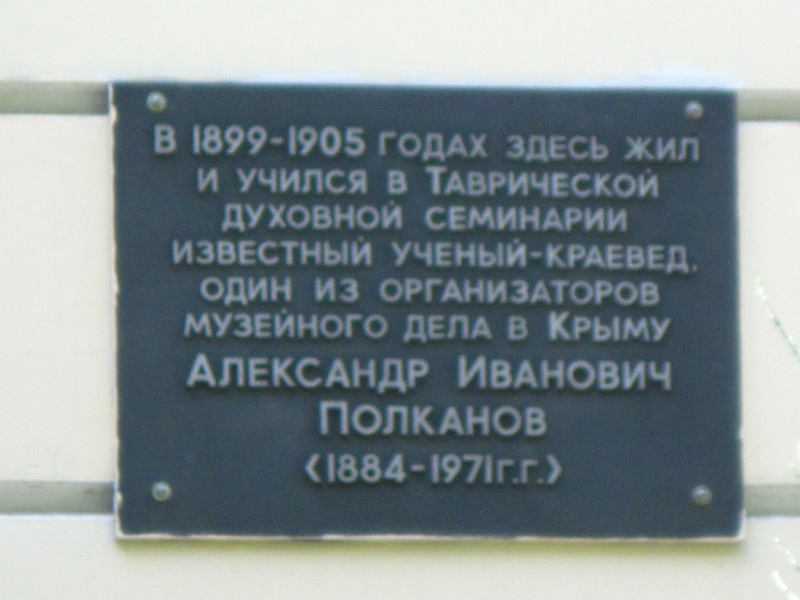
Памятная доска Полканову на здании семинарии

В 1899 году поступил в Таврическую духовную семинарию, которую окончил в 1905 году. Александр проживал в Симферополе в интернате, а летом жил с родителями в Судаке.
С 1900 года участвовал в революционной деятельности. Являлся членом крымского комитета подпольной организации учащихся и членом Симферопольской городской организации РСДРП. Участвовал в деятельности социал-демократического кружка «Касса просвещения», основу которого составляли семинаристы. Занимался изданием рукописного журнала «Заря» и печатного журнала «Пробуждения» (с 1905 года — «Отклики»). На страницах изданий велась антирелигиозная и революционная пропаганда. В 1902 году попал под надзор полиции. В годы подпольной деятельности Полканов знакомится с будущим писателем Самуилом Маршаком. Принимал участие в Севастопольском восстании 1905 года.
В ноябре 1905 года поступил на юридический факультет Санкт-Петербургского Императорского университета. Весной следующего года из-за начала забастовок возвращается в Симферополь, где занимается публицистической деятельностью, печатаясь газетах «Голос Тавриды», «Отклики Крыма», «Южная народная газета» и журнале «Первый луч». Подписывался псевдонимоми «А. П.», «Ал», «К-ръ», «Ксандръ», «Махилов», «Н-евъ», «Овод», «П-въ», «-Ъ». В 1906 году Александр Полканов вновь переезжает в столицу Российской империи — Санкт-Петербург. Полканов прослушал два курса по всеобщей истории и истории искусств на высших вечерних курсах Лесгафта, посещал лекции историко-филологического факультета. Преподавал латинский язык. По окончании университета в 1910 году стал помощником присяжного поверенного.
В 1911 году вернулся в Крым, где занимался адвокатской деятельностью. Участвовал в мероприятиях, связанных с популяризацией русского языка и вступил в Общество любителей истории и литературы. Работал техническим секретарём Симферопольского городского самоуправления. Также являлся санитарным попечителем, членом городского комитета по оказанию помощи беженцам и председателем правления Общества любителей искусств. Во время Первой мировой войны был мобилизован в армию и направлен писарем на румынский фронт. В июле 1918 года вернулся в Симферополь, где стал юрисконсультом Совета профсоюзов. В годы гражданской войны в Крыму занимался юридической помощью нуждающимся.

### Музейная деятельность

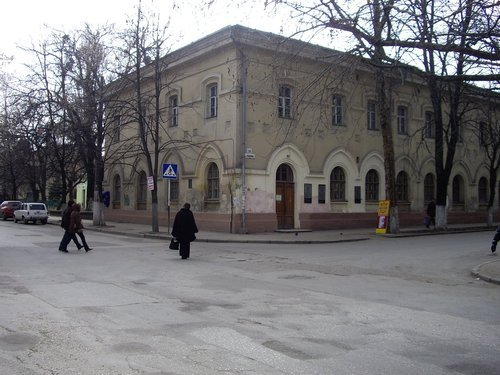
Центральный музей Тавриды, который в 1920-е годы возглавлял Полканов, располагался в доме № 18 по Пушкинской улице

Посте установления советской власти на полуострове участвовал в национализации художественных ценностей. 1 ноября 1921 года был арестован по обвинению в принадлежности к меньшевикам, однако уже 11 ноября Полканова амнистировали.
С 1921 по 1931 год — директор Центрального музея Тавриды. В 1921 году возглавил Крымский областной Комитет по делам музеев и охраны памятников искусства, истории, старины и народного быта (Крымохрис), которым руководил до 1927 года. На этой должности создал сеть музеев, занимался учётом, изучением и охраной крымских памятников. Участвовал в становлении художественных музеев в Алупке, Керчи, Феодосии и Ялте, а также Центрального антирелигиозного музея, где являлся заместителем директора по научной части.
В декабре 1922 года заведующая музейным отделом Наркомпроса Наталья Седова в письме заместителю наркома просвещения РСФСР Михаилу Покровскому отмечала деятельность Полканова в деле сохранения музейных ценностей и говорила о бедственном материальном положении Полканова. В связи с этим она ходатайствовала о предоставлении исследователю академического пайка.
Возглавлял крымское отделение Главнауки. Принимал участие в организации «Крымской комиссии» при Академии материальной культуры. Занимался организацией экспедиционных исследований. Организатор первой археологической конференции в Керчи (1926) и конференций музейных работников Крыма (1922, 1924, 1926). Являлся членом Таврического общества истории, археологии и этнографии (ТОИАЭ), одним из организаторов и учёным-секретарем Российского общества по изучению Крыма (РОПИК). Один из основателей Общества пролетарского туризма и экскурсий (ОПТЭ) в Крыму. Автор ряда путеводителей. Являлся членом Союза художников СССР.
28 февраля 1938 года был арестован НКВД по 58-й статье с обвинением в контрреволюционной деятельности и деятельности меньшевиков. Однако спустя год, 10 мая 1939 года, был освобожден из-под стражи за недоказанностью обвинения. В 1940 году был назначен по совместительству заместителем директора музея панорамы «Штурм Перекопа», которая была создана к 20-летию Перекопско-Чонгарской операции коллективом авторов и доставлена из ленинградского Русского музея. Преподавал историю искусств в Художественном училище имени Н. С. Самокиша.
С августа 1941 года участвовал в эвакуации экспонатов Симферопольского художественного музея, панорамы «Севастопольская оборона», Бахчисарайского и Алупкинского дворцов-музеев. В годы оккупации Крыма нацистами с ноября 1941 по май 1944 года находился на должности директора Центрального музея Крыма. В одном из своих воспоминаний Полканов указывает, что благодаря его усилиям удалось спасти почти весь отдел этнографии и почти всю коллекцию Таврики. Вместе с И. Т. Глобенко и А. С. Дейчемони Александр Иванович делал тайники с музейными экспонатами. Под видом сотрудников музея Полканов трудоустраивал коммунистов и комсомольцев, поддерживал связь с партизанами, которым сумел передать 10 кг медикаментов из экспозиции народного здравоохранения. После освобождения полуострова советской армией 11 мая 1944 года был арестован по обвинению в коллаборационизме и антисоветской пропаганде и приговорен к 5 годам лагеря. В 1956 году Полканов был признан реабилитированным.
С 1949 года вёл работу по паспортизации памятников истории, трудился в Севастопольской и Симферопольской картинных галереях. Преподавал в Крымском художественном училище имени Н. С. Самокиша. На пенсию вышел в 75 лет.

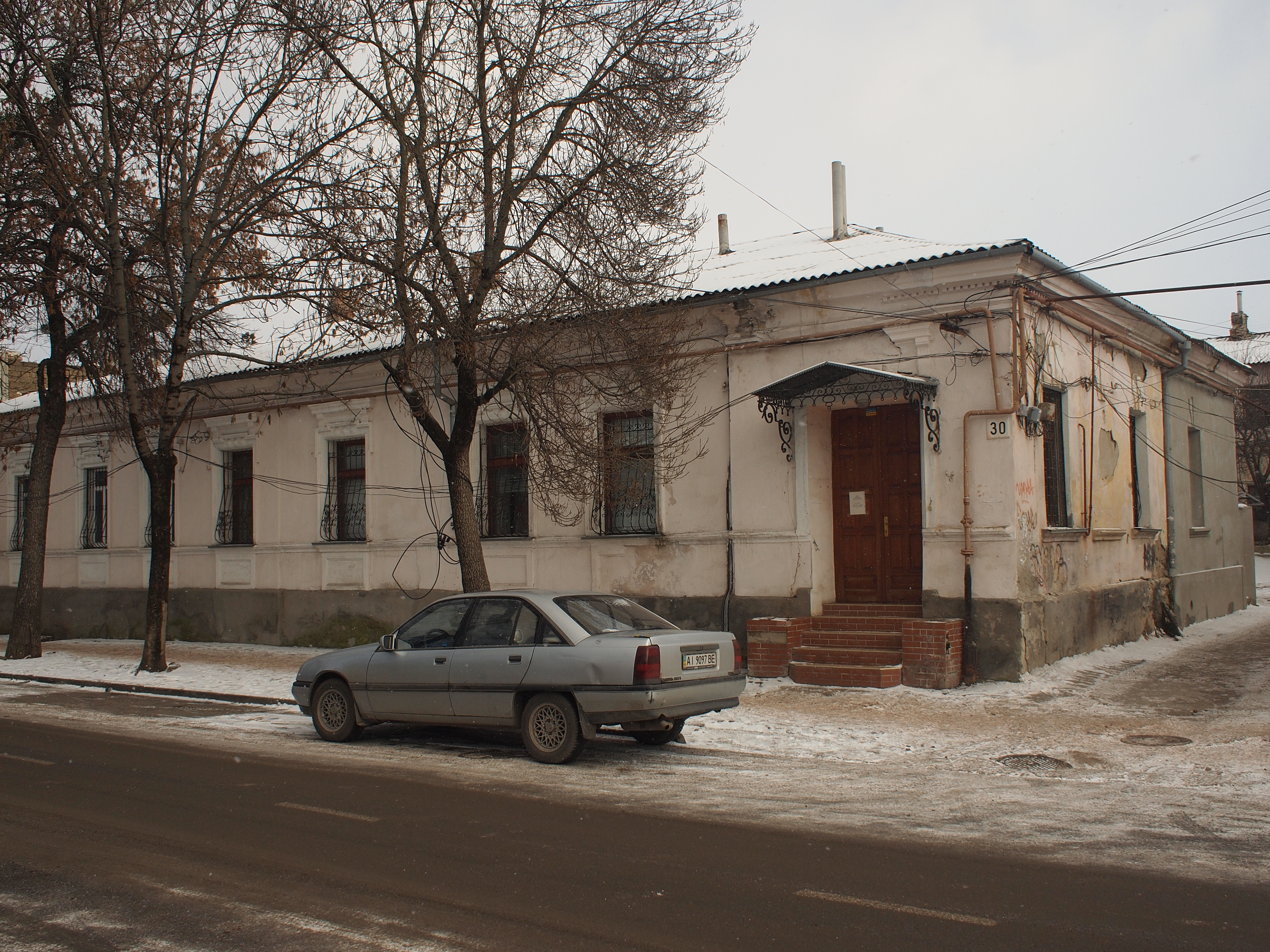
Дом на улице Пушкина, где жил Полканов

В Симферополе значительную часть жизни прожил в доме № 30 по улице Пушкина. Скончался 7 августа 1971 года в Симферополе. По просьбе некоторых караимских семейств Симферополя был похоронен на караимском секторе кладбища Абдал (позднее рядом перезахоронили его вторую жену А. И. Кальфу).

## Научная деятельность
Печатался с 1905 года, автор более 130 публикаций. Сам Полканов о своей деятельности высказывался так: «Я дилетант. Немного историк, немного археолог, немного критик». Автор книг «Севастопольское восстание 1830 года: по архивным материалам» о чумном бунте в Севастополе 1830 года, «Самокиш», «Пешком по Крыму» и путеводителя «Судак». Занимался изучением культуры крымских караимов. Работа «Крымские караимы (караи) — коренной малочисленный народ Крыма» была написана в 1942 году и издана в Париже в 1995 году. В этой работе подчёркивалось тюркское происхождение караимов, что способствовало спасению этноса от уничтожения во время оккупации Крыма нацистами. Вёл переписку с художником Яном Бирзгалом по поводу биографии и творчества Николая Самокиша.
В Государственном архиве Крыма хранится личный фонд учёного (Р-3814), состоящий из более 600 дел за 1904—1981 годы.

## Семья
Первая жена — Ирина Николаевна Полканова, член Таврического общества истории, археологии и этнографии (с 1925).
- Дочь — Фаина Александровна Полканова (1912, Симферополь — ?)[22].
- Сын — Игорь Александрович Полканов (1914, Симферополь — ?), участник Великой Отечественной войны[23].

Вторая жена (с начала 1930-х) — Анна Ильинична Кальфа (1904, Харьков — 1960, Симферополь), караимка. Работала научным сотрудником института социалистической реконструкции сельского хозяйства, начальником планового отдела Управления заготовок Крымсоюза, член РОПИК.
- Сын — Юрий Александрович Полканов (1935—2020), геолог и минералог, руководитель научного центра Ассоциации крымских караимов[17].

Сестра — Валерия Ивановна Полканова (1882, Салы — ?).

## Память
- На здании Таврической духовной семинарии в Симферополе была установлена мемориальная доска в честь Полканова[2].
- Выставка к 140-летию со дня рождения А. И. Полканова «Праздник, который всегда с тобой» (29 августа — 15 сентября 2024, Симферопольский художественный музей)[26].

## Работы
- Путеводитель по Крыму. Симферополь, 1923 (ред. совм. с А. И. Маркевичем, Н. Л. Эрнстом)
- Крымохрис и крымская культура: Первоочередная задача Крымохриса: Очерк первый // Педагогическая жизнь Крыма (Симферополь). 1925. № 1/2. С. 72-74
- Состояние памятников старины в Крыму и их охрана // Бюллетень конференции археологов СССР в Керчи. 1926. № 6. С. 6
- Феодосия: Прошлое города и археол. памятники. Феодосия, 1927 (совм. с Н. Барсамовым)
- Судак (Сугдея-Сурож-Солдайя): Ист. очерк и путеводитель по крепости и окрестностям с экскурсионной картой. Симферополь, 1928
- К вопросу о конце Тмутороканского княжества Известия ТОИАЭ — Том 2 (59-й) / Под редакцией секретаря о-ва Н. Л. Эрнста. — Симферополь, 1928. — 196 с., с 44-60
- Охрана памятников старины в Крыму за советский период // ИТОИАЭ. 1928. Т. 2. С. 173—180
- Охрана и изучение памятников материальной культуры в Крыму за советский период // ПИДО. 1934. № 9/10. С. 186—193
- Севастопольское восстание 1830 года: по архивным материалам. — Симферополь, 1936. — 145 с.: ил.
- На рубеже двух эпох: (Крым. общ-во естествоиспытателей и любителей природы). Симферополь, 1960; Крымские караимы